# Lynn Cohen
Lynn Harriette Cohen (Kansas City, 10 de agosto de 1933 - Nova York, 14 de fevereiro de 2020) foi uma atriz americana conhecida por seus papéis no cinema, televisão e teatro. Ela era especialmente conhecida por seu papel como Magda na série da HBO Sex and the City, que ela também interpretou no filme de 2008 de mesmo nome e sua sequência de 2010, e por interpretar Mags em Jogos Vorazes: Catching Fire.

## Primeiros anos
Filha de Louis Kay e Bertha Cornsweet Kay, Lynn Harriette Kay nasceu em Kansas City, Missouri, em uma família judia. Ela estudou por um ano na University of Wisconsin e na Northwestern University, após o qual se mudou para St. Louis, onde começou a atuar em teatro regional.

## Carreira
Cohen começou sua carreira na década de 1970 aparecendo em produções off-Broadway, recebendo indicações ao Drama League Award e Lucille Lortel Awards. Créditos notáveis incluem Hamlet, estrelado por Kevin Kline e Macbeth, estrelado por Liev Schreiber. Na Broadway, Cohen apareceu em Orpheus Descending, estrelado por Vanessa Redgrave (1989) e Ivanov, reunindo-a com Kevin Kline (1994).
Cohen consistentemente interpretou mulheres poderosas e impressionantes.  Seu primeiro papel notável no cinema foi na comédia de 1993, Manhattan Murder Mystery. De 1993 a 2006, ela interpretou a juíza Elizabeth Mizener na série dramática da NBC Law & Order, aparecendo em um total de 12 episódios. Ela também estrelou NYPD Blue, Law & Order: Special Victims Unit, Law & Order: Criminal Intent, Blue Bloods, e teve um papel recorrente em Damages.
De 2000 a 2004, Cohen teve um papel recorrente como Magda na série de comédia da HBO Sex and the City. Ela reprisou seu papel no filme de 2008 de mesmo nome, bem como sua sequência de 2010. Cohen também apareceu em Munique (2005) como Golda Meir, Vanya on 42nd Street, Synecdoche, Nova York, Eagle Eye e The Hunger Games: Catching Fire.

## Vida pessoal
Cohen se casou com Gilbert Frazen em 1954, e eles se divorciaram em 1960. Em 1964, ela se casou com Ronald Theodore Cohen, e eles permaneceram casados até sua morte em 2020. Ela tem um filho adulto.

## Morte
Cohen morreu em 14 de fevereiro de 2020 em Nova York. 

## Filmografia selecionada
- Without a Trace (1983) – Mulher com cachorro
- Manhattan Murder Mystery (1993) – Lillian House
- Law & Order (1993–2006, Série) – Judge Elizabeth Mizener
- Vanya on 42nd Street (1994) – Vonenskaya
- I Shot Andy Warhol (1996) – Hotel Earle Concierge
- Walking and Talking (1996) – Mãe de Andrew
- Everything Relative (1996) – Sra. Kessler
- Hurricane Streets (1997) – Lucy
- Deconstructing Harry (1997) – Mãe  de Janet
- Once We Were Strangers (1997) – Natasha
- My Divorce (1997) Mãe
- Cosby (1997, TV Series, Appeared in Episode: "Florida") – Dorothy
- Meschugge (1998) – Sra. Fish
- Cradle Will Rock (1999) – Mama Silvano
- Just One Time (1999) – Sophia
- Fast Food Fast Women (2000) – Jesse
- Ten Hundred Kings (2000) – Anne Shephard
- Sex and the City (2000–2004, Série  – Magda
- The Jimmy Show (2001) – Ruth
- Hi-Yah! (2002, Short) – Avó
- Fishing (2002) – Ruthie
- The Station Agent (2003) – Patty
- Evergreen (2004) – Grandmom
- Last Call (2004, Short) – Betsy
- The Last Days of Leni Riefenstahl (2005, Short) – Leni Riefenstahl
- While the Widow Is Away (2005, curta) – The Widow
- Munich (2005) – Golda Meir
- Invincible (2006) – Mrs. Spegnetti
- The Hottest State (2006) – Mãe de Harris
- Delirious (2006) – Muffy Morrison
- Days of Our Lives (2007, Série) – Ms. Ashwell
- The Summoning of Everyman (2007) – Doutora
- Ablution (2007, curta) – Esther
- Then She Found Me (2007) – Trudy Epner
- The Life Before Her Eyes (2007) – Irmã Beatrice
- Across The Universe (2007) – Carrigan
- Deception (2008) – Mulher
- Sex and the City (2008) – Magda
- Synecdoche, New York (2008) – Caden's mother
- Eagle Eye (2008) – Sra. Wierzbowski
- Eavesdrop (2008) – May
- Staten Island (2009) – Dr. Leikovic
- Everybody's Fine (2009) – Old Woman on First Train
- Damages (2009–2012, Série,episódios) – Stefania McKee
- Nurse Jackie (2009–2012, Série) – Mrs. Zimberger
- The Extra Man (2010) – Lois Huber
- Red Dead Redemption (2010, Video Game) – Sra. Bush (voz)
- A Little Help (2010) – Mrs. Cosolito
- Sex and the City 2 (2010) – Magda
- Hello Lonesome (2010) – Eleanor
- The Kindergarten Shuffle (2010) – Lynn
- Somewhere Tonight (2011) – Sra. Pecorino
- Law & Order: Special Victims Unit (2011, Série, Episódio: "Beef") – Donna Rosa Doletti
- The Romance of Loneliness (2012) – Mina
- Not Waving But Drowning (2012) – Sylvia
- Art Machine (2012) – Roberta
- Where Is Joel Baum? (2012) – Sra. Stein
- Bottled Up (2013) – Gladys
- A Case of You (2013) – Harriet
- Chasing Taste (2013) – Murial
- The Hunger Games: Catching Fire (2013) – Mags
- Gabriel (2014) - Nonny
- They Came Together (2014) – Bubby
- The Cobbler (2014) – Sarah Simkin
- The Affair (2014, Série) – Joan Bailey
- Getting On (2014, Série) – Janice Carmaglia
- Deadbeat (2015, Série, Episódio: "Last Dance with Edith Jane") – Edith Jane
- All in Time (2015) – Sra. Joshnman
- Master of None (2015, Série) – Carol
- A Woman Like Me (2015) – Mãe de Alex
- The Pickle Recipe (2016) – Rose
- Chicago Med (2016, Série) – Rose Wechsler
- Sollers Point (2017) – Ladybug
- Walden: Life in The Woods (2017) – Alice
- Benji the Dove (2017) – Senhorita O'Dell
- Omphalos (2018) – Babs
- The Marvelous Mrs. Maisel (2018, TV Series) – Bubbabosia
- After Class (2019)
- The World Without You (2019) – Gretchen
- Lingua Franca (2019) – Olga
- Feast of the Seven Fishes (2019) – Nonnie
- The Vigil (2019) – Mrs. Litvak
- God Friended Me (2020) – Rose